# El cuento del domingo
El cuento del domingo fue un espacio de televisión realizado por R.T.I. entre 1984 y 1988, en el que se emitían  dramatizados con diferentes temáticas, todos los domingos en la noche.

## Elenco
- Consuelo Luzardo
- Carlos Muñoz †
- Iris Oyola
- Bernardo Romero Pereiro †
- Pepe Sánchez †
- Jorge Alí Triana
- Carlos Barbosa
- Álvaro Ruíz †
- Luis Eduardo Arango
- Gloria Gómez
- Víctor Hugo Morant
- Judy Henríquez
- Víctor Mallarino
- Helena Mallarino
- Chela Arias